# أمينة العنابي
أمينة العنابي (بالفرنسية: Amina Annabi)‏ (من مواليد 5 مارس 1962)، هي مغنية وممثلة تونسية. ولدت في قرطاج. أطلقت في بداية التسعينات أول ألبوم لها «ياليل» والذي لاق نجاحا كبيرا في أوروبا وأمريكا الشمالية. تحصلت في مايو 1991 على المرتبة الثانية في مسابقة يوروفيجن للأغاني. سنة 1992 أطلقت ثاني ألبوماتها «وعدي». أطلق ألبومها الثالث «عنابي» سنة 1999. سنة 2004 أطلق رابع ألبوم لها «نوماد» على شكل باقة من أفضل أغانيها. مثلت في عدة أفلام من أهمها «شاي في الصحراء» لبرنردو برتولوتشي (1990)، «كل عن أمي» لبيدرو ألمودوفار (2001)، «حكايات من الواد» لجمال بن صالح (2005) ووقت القاهرة (2009).

## وصلات خارجية
- أمينة العنابي على موقع IMDb (الإنجليزية)
- أمينة العنابي على موقع قاعدة بيانات الأفلام العربية
- أمينة العنابي على موقع ألو سيني (الفرنسية)
- أمينة العنابي على موقع ميوزك برينز (الإنجليزية)
- أمينة العنابي على موقع أول موفي (الإنجليزية)
- أمينة العنابي على موقع أول ميوزيك (الإنجليزية)
- أمينة العنابي على موقع ديسكوغز (الإنجليزية)
- أمينة العنابي على موقع قاعدة بيانات الفيلم (الإنجليزية)
- أمينة العنابي على موقع كينوبويسك (الروسية)
- صفحة أمينة العنابي في قاعدة بيانات الأفلام على الإنترنت.
- حوار مع جريدة الشرق الأوسط (2003)